# تابينشويهتي
تابينشويهتي (بالإنجليزية: Tabinshweti)‏(16 أبريل 1516 - 30 أبريل 1550)؛ (وتُنطق أيضًا تابينشويتي) كان ملكًا لبورما الموحدة والتي يطلق عليها (الآن ميانمار) في 1539 وكان يعرف بمؤسس الإمبراطورية الثانية لبورما.
تابينشويهتي خلف والده مينجيينيو (Mingyinyo) كحاكم من الأسرة الحاكمة للتونغو (Toungoo) في 1530. وحوَّل العاصمة من تونغو إلى المركز التجاري المهم لبيغو (Pegu) (1539).
لقد شارك في سلسلة طويلة من الحمَلات العسكرية لكي يعيد بناء الدولة البورمية، والتي انتهت فقط باغتياله في 1550. وقد تولى شقيقه الشرعي باينناونج (Bayinnaung) إعادة تأسيس مملكته بعد وفاته، فقد قام بتوسيع المملكة البورمية من خلال التوسعات الحربية.

## بيغو (1535–39)
في خلال الفترة من 1535 إلى 1539 قام تابينشويهتي بالإتجاه جنوبًا من تونغو في سلسلة من 4 توسعات حربية ضد مون (Mon) مملكة بيغو في خليج البنغال (Bengal). قد حكم سلسلة من ملوك مون بورما السفلى المتحدة على الأقل من فترة الملك راجادهيرات Rajadhirat (r. 1385–1421). لقد تغلب تابينشويهتي على حصون بيغو وتغلب على عاصمة مملكة مون في 1539؛ بعد الإستيلاء الأول لمنطقة الدلتا الغربية المحيطة بباسين (Bassein) وزيادة قوته بقوة بشرية وأسلحة حربية.
هناك عدة عوامل تفسر سبب بداية هجوم تونغو على بيغو وهي باختصار أن هذا حدث بعد أن أصبح تابينشويهتي ملك لتونغو في 1531. فإن الثروة التجارية والأسواق البحرية جعلت سواحل بيغو هدف حربي جذاب. فاعتمدت تونغو على بيغو في السلع الأساسية مثل الملابس والملح. هذا الإتصال التجاري جلب المعرفة عن ثروة بيغو.
إن العامل الآخر هو التهديد الناجم من اتحاد شان والذي حكم على مدى آفا (Ava) إلى الشمال بعد غزوها في 1527. فلقد غزاشان (Pyay) بروم (Prome) إلى أن وصلت لغرب تونغو في 1533، أي بعد أن أصبح تابينشويهتي ملكًا لتونغو بعام. أصبحت بذلك تونغو بما أنها المعقل البورمي الوحيد الهدف التالي المنطقي شان والتي تسيطر على آفا بمهاجمتها وإخضاعها. إن الغزو الأول لبيغو من المحتمل أن يزيد من الإمدادات الحربية لدى تونغو من حيث الجند والحيوان والقوة والأسلحة، والذي بدوره سيقوى تونغو ليواجه التهديد القادم من الشمال وهو شان.

## بروم (1539)
لقد أرسل تابينشويهتي كبير قادته وشقيقه الشرعي الذي يعتبر الملك المستقبلي باينناونج إلى الشمال إلى بروم في مطاردة تكايوتبي (Takayutpi) ملك مون في بيغو في الفترة (1526-1539) والذي فر شمالاً ليجد ملجأ في بروم.
في موقعة نونجيو (Battle of Naungyo)، الشهيرة قام باينناونج بمواجهة قوات فائقة القوة على الجهة الأخرى من النهر. فقد أمر باينناونج بعد أن عبر النهر على جسر عائم (نوع آخر من الطوافات) أن يتم تدميره. أُتخذ هذا الفعل من ِقِبله لتحفيز قواته للتقدم للأمام في المعركة ولإعطائهم إشارة واضحة أنه لا تراجع عنها. وقد تجاهل باينناونج رسالة تابينشويهتي قبل بدء المعركة والذي أمره فيها بأن ينتظر إلى أن تصل الهيئة الرئيسية للقوات. فرد باينناونج أنه بالفعل واجه العدو وهزمه وتغلب عليه. وقد رد باينناونج على كل من انتقد ذلك الفعل بأن لو كانوا خسروا كانوا سيموتون بالتأكيد وفي هذه الحالة لن يكون هناك فرق بين كونهم أحياء أم لا.
إن باينناونج لم يستطع الإستيلاء على بروم نظرًا لقوة تحصنها بحصون قوية وهذا بالإضافة إلى الجيوش العسكرية المدعمة من قِبل شان في آفا. عندما توفى تكايوتبي، صار عدد كبير من الأتباع الموالية له مؤيدين تابينشويهتي. أزاد تابينشويهتي قوته العسكرية عن طريق توظيف المرتزقة من جميع الجنسيات بما فيهم البرتغالي والمسلمين. ويقال بأنه قد استخدم ما يصل إلى 700 من البرتغاليين.

## مرتابان Martaban (1540–41)
لقد ثبت أنه من الصعب قهر ميناء مرتابان (Martaban) المزدهر نظرًا لأنه مدعم بالجنود البرتغاليين وأسلحته. إن الجانب البري للمدينة له تحصينات قوية مدعمة بالمتاريس وبالنسبة للجانب البحري فهناك سبع سفن برتغالية مُدعمة بدفاعٍ قوي ومُقادة بواسطة باولو سيكساس (Paulo Seixas). لقد حاول مرتابان التفاوض على الشروط عندما حدث حصار على الإمدادات، ولكن تابينشويهتي لن يقبل إلا بالاستسلام التام. مرتابان حاول اجتذاب المرتزق البرتغالي جوانو كاييرو (Joano Cayeyro) الذي كان يساعد تابينشويهتي، لكن محاولاته باءت بالفشل. في النهاية، استخدم تابينشويهتي الطوافات المشتعلة ليحرق ويبعد السفن الحامية للحصون من الجانب البحري. إن الطوافة عالية التحصين المسلحة بالبنادق والمدافع هيأت للموقع المقابل للجانب البحري للتحصينات. قد تم تطهير الأسوار من المدافعين والهجوم الأخير قد تم. يُسجل الكاتب البرتغالي فيرناو منديس بينتو (Fernão Mendes Pinto) بالتفصيل عن عمليات النهب والإعدام التي من المفترض أنها حدثت في أعقاب الهزيمة بعد سبعة أشهر من الحصار.

## بروم وصعيد بورما (1542-1544)
لقد قام تابينشويهتي بعد حفل التتويج والتبرعات الدينية في شويداجون بجودا (Shwedagon Pagoda) في 1541 برحلة إستكشافية للشمال لإخضاع بروم. لقد فشلت الهجمات الأولية على أسوار بروم. لقد طلبت بروم المساعدة من شان في آفا و (Rakhine State) آراكان (Arakan). إن قوات تاي (Tai) وصلت أولاً، لكن قام باينناونج بمواجهتهم في وقت مبكر قبل أن يستطيعوا الوصول إلى بروم وقد تغلب عليهم.
إن حصار بروم انتهى وعندما جاء موسم المطر أمر تابينشويهتي قواته لزراعة الأرز وجمع قواته البشرية وحكامه من بورما السفلى. لقد تم نصب كمين لكتيبة القوات البرية التي أرسلها آراكان من قِبل باينناونج. هذه الهزيمة سببت عودة قوات آراكان البرية والبحرية إلى آراكان. لقد تم التغلب على المجاعة التي أدت إلى انشقاقات وضعف في دفاع بروم بسهولة بعد خمسة أشهر من الحصار. إن حال بروم والعقوبات التي من المفترض أنها أُلقيت على السكان الأصليين قد وُصفت بالتفصيل من قِبل فرناو مندش بنتو 
قد قادت قوات شان في 1543 هجومًا مضادًا لكن مرة أخرى هُزم من قِبل قوات تابينشويهتي. لقد اتجه تابينشويهتي إلى الشمال في 1544 وأخذ باجان (Pagan) وسالين، تاركًا حامية عسكرية في سالين. حوَّل تابينشويهتي اهتمامه إلى الأنظمة السياسية الحاكمة على ساحل شرقه وغربه، آراكان وأيوتثايا (Ayutthaya) بدلاً من الإتجاه شمالاً وإعادة تأسيس الولاية البورمية في آفا.

## آراكان (1546-1547)
إن حاكم ساندواي (Sandoway) في جنوب آراكان قد تعهد بالولاء لتابينشويهتي في مقابل كرسي العرش لولاية راخين. قد بُنيت التحصينات في مروق يو (Mrauk U)، وهي عاصمة آراكان بمساعدة البرتغاليين. إن الخطط والإستراتيجيات المتعارف عليها للهجوم المباشر أو الحصار غير فعالة أمام تلك التحصينات. إن آراكان مع سلطة الرهبان أقنعوا تابينشويهتي أخيرًا برفع الحصار والرجوع إلى بيغو.

## أيوتثايا (1548)
عندما كان تابينشويهتي يقوم بحملات في آراكان، كانت أيوتثاياقد أرسلت أطرافًا مداهمة ضد تافوي (Tavoy) في تيناسارم (Tenasserim). أمر تابينشويهتي لورد مرتبان باستعادة تيناسارم وفي 1548 قاد تابينشويهتي بنفسه قوة غزو كبيرة تتجه غربًا على مدى طريق ممر الثلاثة معابد ليهاجم أيوتثايا.
إن الملكة سري سوريوثاي(Queen Sri Suriyothai) المشهورة قد شاركت في المعركة التي بين أيوتثايا وقوات تابينشويهتي. لقد قرر تابينشويهتي في مواجهة التحصينات القوية والمرتزقة البرتغاليين في أيوتثايا أن يتجه شمالاً ويهاجم المدن الأضعف في الشمال، كامفينجفيت (Kamphaengphet)، سوخوثاي (Sukhothai)، وفيتسانولوك (Phitsanulok).
في حين كان تابينشويهتي يقوم بحملات عسكرية في الشرق، كانت فرق إحياء مون قد جمعت قوة دفع في بورما السفلى. لقد تم اغتيال تابينشويهتي عند عودته من قِبل أعضاء مون وهم من حاشيته الخاصة في 1550، وقُطع رأسه بواسطة أُمناء خزانته في حين أنهم كانوا يبحثون عن الفيل الأبيض الوهمي. إنه واحد من أربعة ملوك البورميين قد ماتوا موتةً لها علاقة بالفيل،  أعقبت ذلك فترة قصيرة من حكم مون في حين كان باينناونج يكافح لإستعادة المملكة التي أسسها تابينشويهتي. رغمًا من أنه أُغتيل.

## الإرث

### تابينشويهتي نات
تابينشويهتي نات هو واحد من 37 ناتس (أرواح) الذين يُعبدوا في ميانمار بالإضافة إلى البوذية. إنه يُصور وهو جالس جلسة قرفصاء في زيه الكامل على العرش ومعه سيفان في يده اليسرى واليمنى على ركبته.

### خيال تاريخي
واحدة من أُولى الروايات الحديثة التي نُشرت باللغة البورمية في أوائل القرن 20 كانت عن الترفيه الخيالي في عهد تابينشويهتي والتي سُميت تابينشويهتي وتو داو جيي (Tabinshwehti Wuttu Daw Gyi).

### أسطورة سوريوثاي (فيلم الملحمة التايلاندية)
كان غزو تابينشويهتي لأيوتثايا جزءًا هامًا في مخطط فيلم الملحمة التايلاندية المنتَج في 2001 أسطورة سوريوثاي. إن المؤرخ التايلاندي سونات شوتينتارانوند (Sunait Chutintaranond) كتب هذه القصة خصيصا للفيلم.

### العمليات العسكرية الحديثة
إن الحملات التي كانت تواجه المتمردين الشيعويين في 1962 قد سُميت «عملية تابينشويهتي».